# The Queer Art of Failure
The Queer Art of Failure est un livre de 2011 sur la théorie queer de Jack Halberstam. Dans ce livret, Halberstam soutient que l'échec peut être une approche efficace pour critiquer le capitalisme et l'hétéronormativité. En utilisant des exemples de la culture populaire, comme les films d'animation Pixar, Halberstam explore des alternatives à l'individualisme et au conformisme.

## Description
The Queer Art of Failure est un livre publié par Jack Halberstam en 2011. Le livre propose de revisiter l'échec pour le transformer en une pratique queer pouvant mener à une émancipation et à de l'empowerment. Il remet en cause un discours dominant sur la santé mentale et l'injonction au succès qui produit des effets néfastes quant à la marginalisation et la discrimination en mettant l'accent sur la richesses des parcours et la possibilité d'agir,. Pour Halberstamm, si l'hétérosexualité s'inscrit dans la recherche de la réussite et du succès, le fait d'être différent est supposé être un échec. Ainsi pour une société hétérosexuelle normative, le désir homosexuel peut être considéré comme un échec, le fait de ne pas entrer dans une logique de couple familial avec production d'enfant aussi. Toutefois ceci peut être renversé si on ne rejette pas le lien entre « queerness » et échec comme on peut le voir dans les représentations de The L Word et Queer Eye mais que l'on recherche justement le glissement et le désir vers l'altérité comme constitutif de la pratique queer de l'échec, comme par exemple Bob l'éponge.
Pour asseoir sa théorie Halberstam étudie comment la culture populaire des films et dessins animés, parfois qualifiée de « sous-culture » par rapport au « grand art »  est utile pour créer une critique de la culture de masse mainstream écartant les personnes marginalisées ne correspondant pas au trope normatif des héros. Ainsi l'échec peut devenir une forme de subversion à la norme, dans des dessins animés comme Bob l'éponge, Monstres et Cie, Le Monde de Nemo, Bee Movie, Chicken Run, Toy Story, ou Robots .

## Synopsis

### Introduction: théorie basse
Dans l'introduction, Halberstam propose la basse théorie comme un moyen de déconstruire les modes de pensée normatifs qui ont établi des définitions sociétales uniformes du succès et de l'échec. La basse théorie est un concept que Halberstam emprunte au théoricien culturel Stuart Hall. Il l'utilise pour saper les définitions hétéronormatives du succès et pour affirmer que le fait de ne pas respecter les normes sociétales peut ouvrir des façons plus créatives de penser et d'exister dans le monde. Halberstam souligne que le succès queer et féminin est toujours mesuré par des normes masculines et hétérosexuelles. Le non-respect de ces normes, soutient Halberstam, peut offrir des plaisirs inattendus tels que la liberté d'expression et la sexualité.
Halberstam clarifie ses points encourageant l'échec dans une conférence intitulée «Au nom de l'échec» : "Mon point de base avec l'échec est que dans un monde où le succès est conté par rapport au profit... ou relayé par le mariage hétéronormatif, l'échec n'est pas un mauvais point de départ pour une critique à la fois du capitalisme et de l'hétéronormativité.». Halberstam décrit la basse théorie comme une «utilité de se perdre plutôt que de trouver notre chemin». Halberstam demande au lecteur comment éviter ces définitions hétéronormatives du succès et de l'être qui relèguent d'autres formes de savoir à la redondance et à la non-pertinence.
Halberstam fournit plusieurs exemples de publications, de films et d'artefacts culturels populaires afin d'aider à expliquer le concept de basse théorie. Ceux-ci incluent Bob l'éponge, Monstres et Cie, Little Miss Sunshine et les écrits de Monique Wittig et Barbara Ehrenreich, entre autres.

### Chapitre un: Animer la révolte et l'animation révoltante
Dans le premier chapitre, Halberstam montre comment un certain type de films d'animation enseigne aux enfants la révolte. Halberstam dit que les films d'animation « se délectent dans le domaine de l'échec »  et déclare qu'il ne suffit pas qu'un film d'animation se concentre sur le succès et le triomphe car ce n'est pas ce qui se passe dans l'enfance, comme le signale  Kathryn Bond Stockton avec son concept de croissance latérale. Halberstam explique que Stockton a montré à quel point l'enfance est de nature queer, mais que la société forme les enfants à être hétérosexuels. Halberstam explique que la révolte et la rébellion sont inhérentes aux enfants, et si ces traits ne l'étaient pas, la société n'aurait aucune raison de les former autrement. Selon Halberstam, les films d'animation s'adressent à l'enfant désordonné qui voit le vaste monde au-delà de sa famille contrôlante.
Halberstam nomme ce sous-genre de films d'animation «Pixarvolt» d'après le studio d'animation Pixar. Les Pixarvolts établissent des liens subtils et évidents entre la révolte communiste et l'incarnation queer, et vont à la racine de la lutte entre les créatures humaines et non humaines. Halberstam soutient que bien que les universitaires marxistes aient rejeté la théorie queer comme une «politique du corps», ces films montrent avec succès « que les formes alternatives d'incarnation et de désir sont au cœur de la lutte contre la domination des entreprises. ». Les films Pixarvols sont alimentés par la révolution, la transformation et la rébellion, et la plupart des films Pixarvolt traitent d'évasion vers la liberté utopique. Ses exemples incluent Toy Story et Chicken Run.
Halberstam écrit ensuite sur la façon dont les humains projettent notre monde sur les animaux, en termes d'exceptionnalisme humain, qu'il définit de deux manières : les humains pensant qu'ils sont supérieurs aux autres animaux, et les humains utilisant des formes cruelles d'anthropomorphisme. Halberstam considère à quel point les humains sont engagés dans des structures défaillantes, comme le mariage, et comment s'inspirer du comportement animal donne aux humains l'impression que l'hétérosexualité est plus naturelle ou primitive. Halberstam montre comment La Marche de l'empereur, comme d'autres documentaires animaliers, humanise la vie animale et réduit les animaux aux normes humaines. Le film perpétue l'hétérosexualité en omettant de reconnaître que les pingouins ne sont pas monogames ou de considérer que les pingouins ne sont pas soumis aux attentes humaines. Halberstam affirme que « la longue marche des pingouins n'est la preuve ni de l'hétérosexualité dans la nature ni de l'impératif de reproduction ni d'un dessein intelligent. » 
Enfin, Halberstam parle d'animations «monstrueuses» et de leur lien direct avec la façon de penser queer. L'animation crée des choses qui ne sont ni humaines ni animales. Dans Monstres et Cie, le monde de l'entreprise s'appuie sur les cris des enfants pour fournir de l'énergie à une société. Ce film permet à l'enfant de tenir tête à son «boogeyman», et, en même temps, de nouer avec lui une relation affectueuse. Ce lien est étrange en ce qu'il permet à l'enfant de contrôler la transgression de ses propres limites.
La principale différence entre les films Pixarvolt de Halberstam et les films d'animation réguliers est que d'autres films mettent l'accent sur la famille, l'individualité humaine et les individus extraordinaires, tandis que les films Pixarvolt se concentrent davantage sur la collectivité, les liens sociaux et les communautés diverses, montrant l'importance de reconnaître l'étrangeté des corps, de la sexualité et du genre. « Deux thématiques peuvent transformer un potentiel film Pixarvolt en un dessin animé apprivoisé et conventionnel : une trop grande insistance sur la famille nucléaire et un investissement normatif dans la romance couplée. ».

### Chapitre 2: Mec, où est mon phallus?
Dans le deuxième chapitre, Halberstam met en évidence des choses telles que la stupidité, l'oubli et leur impact sur les opinions sur la culture queer. Le deuxième chapitre éclaire comment la bêtise est perçue différemment chez les hommes et les femmes, et comment elle peut même parfois être une porte d'entrée pour la culture queer. Il utilise certains films et romans où la bêtise et l'oubli se rejoignent pour réellement ouvrir la porte aux personnes queer.

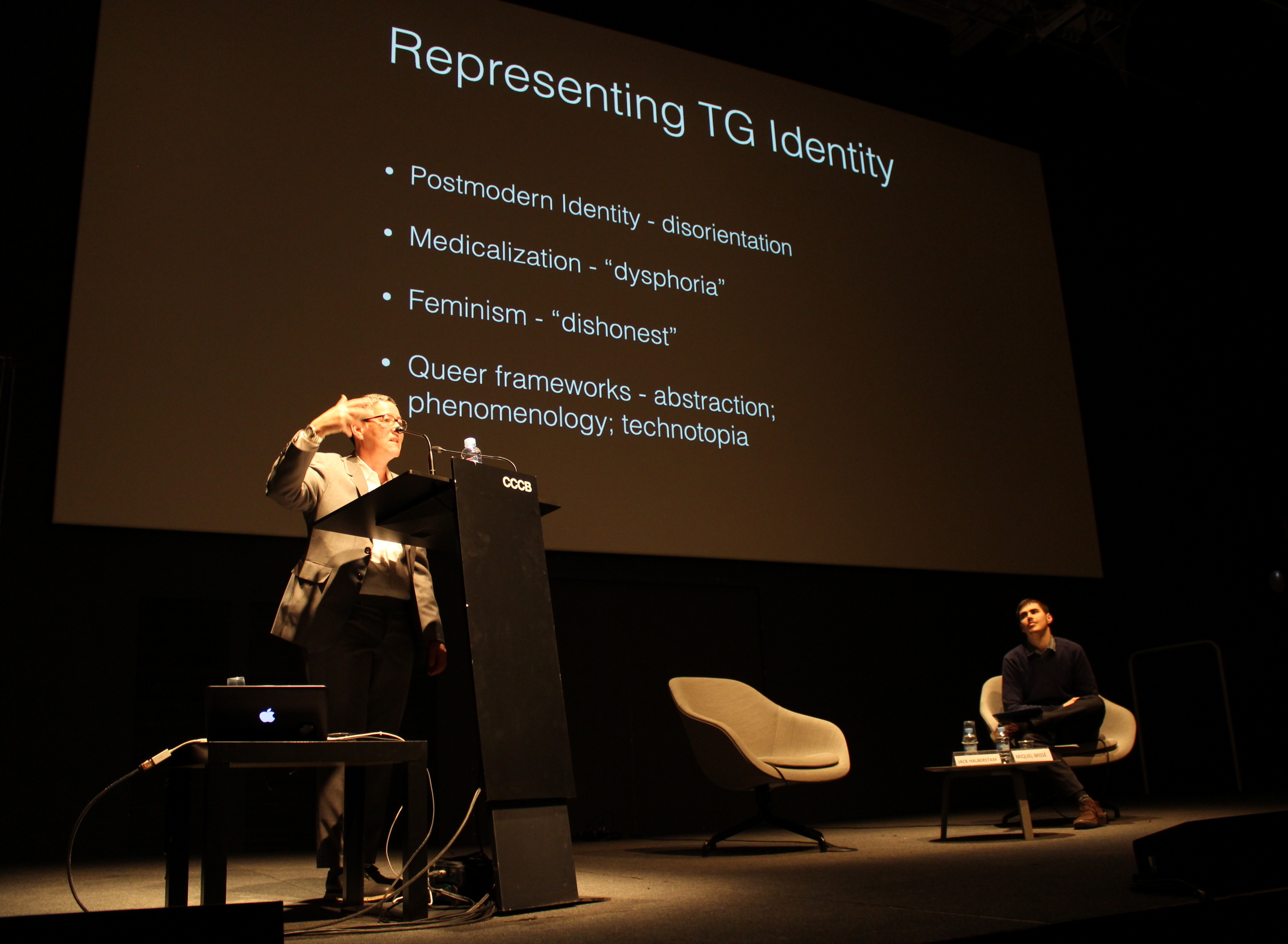
Jack Halberstam donnant une conférence sur le thème «Trans* Bodies», avec Miquel Missé Sánchez assis à droite, au CCCB (Centre de Cultura Contemporània de Barcelona), 1er février 2017

Pour étayer cette analyse, Halberstam définit la bêtise : « La bêtise signifie conventionnellement différentes choses par rapport aux différentes positions du sujet ; par exemple, la bêtise chez les hommes blancs peut signifier de nouveaux modes de domination, mais la bêtise chez les femmes de toutes les ethnies symbolise inévitablement leur statut de, en termes psychanalytiques, « castré » ou altéré. ». La stupidité chez les femmes semble être strictement méprisée, tandis que chez les hommes, elle peut être considérée comme charmante.
Halberstam montre que le film Eh mec ! Elle est où ma caisse ? est capable de dépeindre des situations qui seraient normalement inconfortables pour les hommes blancs hétérosexuels, à cause de la stupidité des personnages principaux, Jesse et Chester. Halberstam écrit que l'introduction de l'idée d'oubli dans les personnages de Jesse et Chester provoque un phénomène étrange tout au long du film. Jesse savait qu'il recevait un tour de danse d'un transsexuel, mais oublie les normes sociales qui accompagnent généralement cela. Le film a apporté la lumière à la communauté gay en utilisant la stupidité et l'oubli comme aliment de base. La culture queer a été mise en lumière dans ce film lorsque Jesse et Chester partagent leur baiser convaincant à la fin dans leur voiture à côté d'un couple hétérosexuel. La stupidité de Jesse et Chester était la porte d'entrée du baiser.
Halberstam écrit que l'oubli est important pour les personnes queer, qui doivent respecter des normes sociales telles que la famille hétéronormative afin de faire place à l'égalité. Dans Le Monde de Nemo, l'oubli de Dory entraîne une version étrange de l'individualité, puisqu'il la fait vivre dans le présent et oublier le passé. Halberstam soutient que l'oubli ouvre les portes à de nouvelles choses tout en supprimant les souvenirs négatifs, et note l'importance de l'oubli dans les communautés queer et à quel point il peut être positif.

### Chapitre six: Animer l'échec: mettre fin, fuir, survivre
Dans le sixième chapitre, Halberstam se concentre davantage sur les travaux spécifiques des spécialistes de la théorie queer et examine des travaux tels que Le Monde de Nemo, Monstres et Cie. et 1 001 Pattes. Halberstam commence par critiquer l'interprétation de Kung Fu Panda par Slavoj Zizek. Zizek compare le panda à George W. Bush, expliquant que tout comme Bush, le panda a connu le succès grâce au système et qu'il a intrinsèquement penché en sa faveur. Halberstam déclare que Kung Fu Panda « "... associe de nouvelles formes d'animation à de nouvelles conceptions de la fracture homme-animal pour offrir un paysage politique très différent de celui que nous habitons, ou du moins de celui que Zizek imagine ..." » .
Halberstam approfondit la complexité de l'animation, en particulier dans A Bug's Life, où une nouvelle forme de scènes de foule a été introduite. En ce qui concerne les œuvres d'animation en stop-motion Fantastic Mr. Fox, Chicken Run et Coraline, Halberstam explique comment les idées de racisme, de piégeage, de masculinité, de progression politique, de contrôle à distance et d'emprisonnement sont présentes. L'utilisation de l'animation en stop-motion peut également aider à évoquer différentes émotions. Par exemple, dans Chicken Run, les saccades start-stop permettent au récit d'être encore plus humoristique.